# Fórum de Pompeia
O Fórum de Pompeia era o local onde se concentrava a vida pública e administrativa da cidade de Pompeia, na Roma Antiga. Juntamente com o resto da cidade, foi soterrado pelas cinzas na erupção do monte Vesúvio, em 79 d.C., e foi redescoberto durante as escavações arqueológicas de 1813 no local.
O Fórum de Pompéia era localizado em uma área da cidade considerada como a zona central, hoje na Regio VII. Neste mesmo local ocorriam eventos de caráter público, tais como transações comerciais, além de debates entre os cidadãos da cidade, e por isso era considerado como sendo o centro político, econômico e também religioso. Além do fórum central, Pompeia também tinha outro fórum mais antigo, conhecido como Fórum Triangular, a sudoeste, e um Fórum Boarium, ou seja, local de comércio de animais, próximo ao Anfiteatro.

## Descrição
A construção do Fórum de Pompeia está fortemente relacionada ao período em que ocorreu a ocupação samnita, no século II a.C., período caracterizado pelo forte ênfase na monumentalidade arquitetônica, o que resultou na construção de seus edifícios.
O fórum de Pompeia é caracterizado por seu considerável formato retangular, com uma vasta praça descampada ao centro. Ao norte está localizado o templo de Júpiter Capitolino, principal templo da cidade. Já o setor sul dava acesso à Porta Marina, ao lado da basílica da cidade. O fórum era cortado pela rua denominada Via Del Foro e pela Via Dell’Abbondanza.
Diferentemente das demais cidades romanas, O fórum principal de Pompeia não estava localizado nas proximidades de seu centro geográfico, porém localizava-se  no sentido oeste, dando acesso à Porta Marina.

## Edifícios

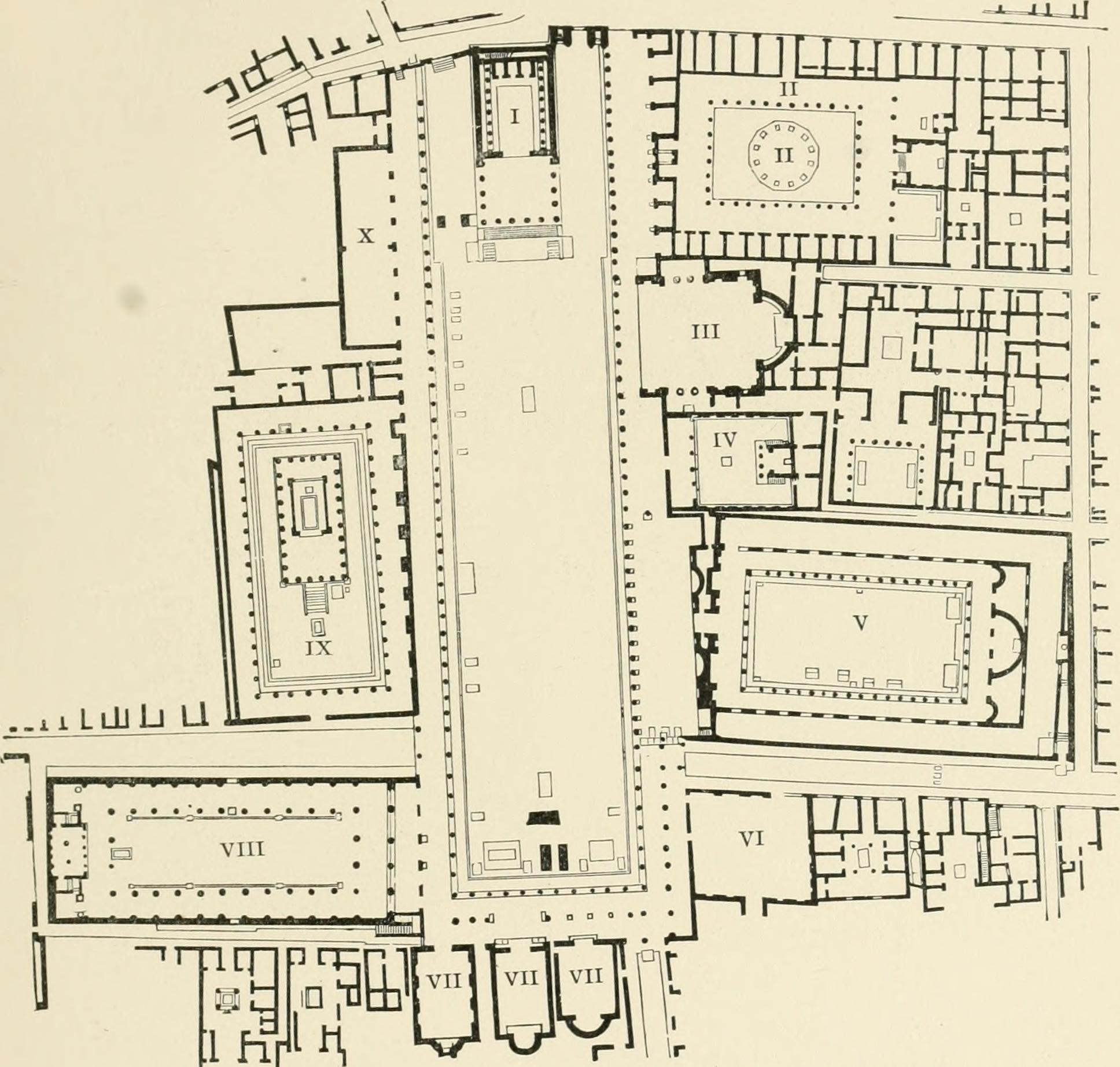
Mapa do Fórum de Pompeia (1870)

(A numeração está de acordo com a imagem ao lado, em sentido horário.)
- I - Templo de Júpiter Capitolino

- II - Macellum, provável mercado central

- III - Santuário dos lares públicos

- IV - Templo de Vespasiano

- V - Edifício de Eumáquia

- VI - Comício[4]

- VII - Edifícios administrativos

- VIII - Basílica

- IX - Templo de Apolo

- X - Mercado de verduras, hoje depósito de artefatos encontrados nas escavações

## História
O fórum de Pompéia foi construído no século II a.C.. Seu acesso era fechado para carruagens e suas laterais possuíam importantes edifícios de caráter político, religioso e econômico. No setor norte, os Arcos Honorários fechavam o Fórum - estes possuíam revestimentos de mármore e eram dedicados a família imperial, dispostos nas laterais do templo de Júpiter Capitolino. Também construído no século II A.C., o templo possuía uma larga escadaria sobre uma base, como era característico dos templos romanos. Em seu interior, a cabeça da estátua de Júpiter foi encontrada durante o período das escavações (e que hoje se encontra no Museu Arqueológico de Nápoles).
O fórum parece ter sido bastante danificado pelo terremoto que atingiu a cidade em 62 d.C.. Os arqueólogos disputam se isso significa que edifícios do local foram abandonados após o evento, ou se estavam sendo restaurados ainda 17 anos após o terremoto.